# Велика Нешавка (гміна)
Гміна Велька Нешавка (пол. Gmina Wielka Nieszawka) — сільська гміна у північній Польщі. Належить до Торунського повіту Куявсько-Поморського воєводства.
Станом на 31 грудня 2011 у гміні проживало 4722 особи.

## Площа
Згідно з даними за 2007 рік площа гміни становила 216.28 км², у тому числі:
- орні землі: 8.00%
- ліси: 55.00%

Таким чином, площа гміни становить 17.59% площі повіту.

## Населення
Станом на 31 грудня 2011:
| Опис     | Загалом | Загалом | Чоловіки | Чоловіки | Жінки | Жінки |
| -------- | ------- | ------- | -------- | -------- | ----- | ----- |
| одиниця  | осіб    | %       | осіб     | %        | осіб  | %     |
| все      | 4722    | 100     | 2325     | 49.24    | 2397  | 50.76 |
| міське   | 0       | 100     | 0        |          | 0     |       |
| сільське | 4722    | 100     | 2325     | 49.24    | 2397  | 50.76 |

## Сусідні гміни
Гміна Велька Нешавка межує з такими гмінами: Александрув-Куявський, Ґневково, Любич, Оброво, Роєво, Солець-Куявський, Злавесь-Велька.